# قياضة (الرضمة)

تعديل مصدري - تعديل

قياضة محلة تابعة لقرية المنجر، التابعة لعزلة بني قيس بمديرية الرضمة إحدى مديريات محافظة إب في الجمهورية اليمنية.، بلغ تعداد سكانها 252 حسب تعداد اليمن لعام 2004.